# Programa Ana Maria Braga
Programa Ana Maria Braga foi um talk-show brasileiro produzido e exibido pela TV Record e apresentado pela jornalista e apresentadora Ana Maria Braga, de 3 de abril de 1996 até 2 de março de 1999, antes de se transferir para a Rede Globo em 1999.
O programa seguia o mesmo formato de Hebe no SBT e ia ao ar nas noites de terça-feira às 22 horas.
Ana Maria Braga também apresentava o feminino Note e Anote nas manhãs da mesma emissora. Desde 1999 está ininterruptamente no comando do Mais Você nas manhãs da Rede Globo.